# Liste des préfets de la Vendée
La liste des préfets de la Vendée détaille l’ensemble des hauts fonctionnaires nommés à la tête des services de l’État dans le département de la Vendée sous les différents régimes politiques français depuis 1800.
La fonction de préfet, créée par la loi concernant la division du territoire de la République et l’administration, sous le Consulat, est pour la première fois exercée dans la Vendée par Jean-Baptiste-Antoine Faucheux, nommé le 21 ventôse an VIII (12 mars 1800).
Benoît Brocart, désigné le 12 juillet 2017 par décret présidentiel, est l’actuel préfet de la Vendée depuis le 31 juillet 2017.

## Histoire

### Origine du préfet
Le préfet est un haut fonctionnaire créé dans le cadre de la loi concernant la division du territoire de la République et l’administration du 28 pluviôse an VIII (17 février 1800). Ce dernier, placé à la tête de l’administration départementale, en est le seul chargé dans le département.
Dans le département de la Vendée, deux sous-préfets — celui de Montaigu et celui des Sables-d’Olonne — et le secrétaire général — à Fontenay-le-Peuple — le secondent dans le cadre des arrondissements. À partir de 1810, le secrétaire général administre l’arrondissement de Napoléon et deux sous-préfets sont placés à la tête de celui de Fontenay-le-Comte et des Sables-d’Olonne.

### Évolution de la fonction
Sous la Deuxième République, entre le 30 mars et le 10 juillet 1848, le préfet est le « commissaire du Gouvernement provisoire ».
Le 9 mai 1944, Jean Schuhler est désigné commissaire de la République de la région de Poitiers — incluant les départements de la Charente, de la Charente-Maritime, des Deux-Sèvres, de la Vendée et de la Vienne — par le Gouvernement provisoire de la République française.
Par décrets du 10 mai 1982, la fonction de préfet devient celle de « commissaire de la République ». La qualité de préfet est cependant réinstaurée par le décret du 28 février 1988.
Après la loi de décentralisation du 2 mars 1982 et celles des 7 janvier et 22 juillet 1983, certaines compétences traditionnellement imparties à l’État sont attribuées aux collectivités territoriales (régions, départements ou communes). De même, depuis ces textes législatifs, le pouvoir exécutif dans le département est partagé entre le représentant de l’État et le conseil départemental (« conseil général » avant 2015).

### Singularités de préfets de la Vendée
Depuis 1800, 83 préfets se sont succédé dans le département de la Vendée.
Le comte Ferri-Pisani, choisi par Napoléon Ier pour exercer les fonctions à son retour de l’île d’Elbe (1815), s’est acquitté de la position de préfet le moins longtemps, sous les Cent-Jours (1 mois et 2 jours).
Nommé par Louis-Napoléon Bonaparte en 1851, Alphonse-Charles Boby de La Chapelle est le seul préfet à avoir été nommé pour plus de 10 ans consécutifs.
Un seul préfet a été désigné plus d’une fois dans le département. Jean-Raymond-Prosper Gauja, a ainsi été nommé à trois reprises (1841, 1848 et 1871), sous trois régimes politiques différents (monarchie de Juillet, Deuxième République et Troisième République).
Sous la Cinquième République, à 30 années d’intervalle, Jean-Paul Faugère, préfet de la Vendée en 2001, a été investi de la même fonction que son père Roland Faugère, en poste en 1971.

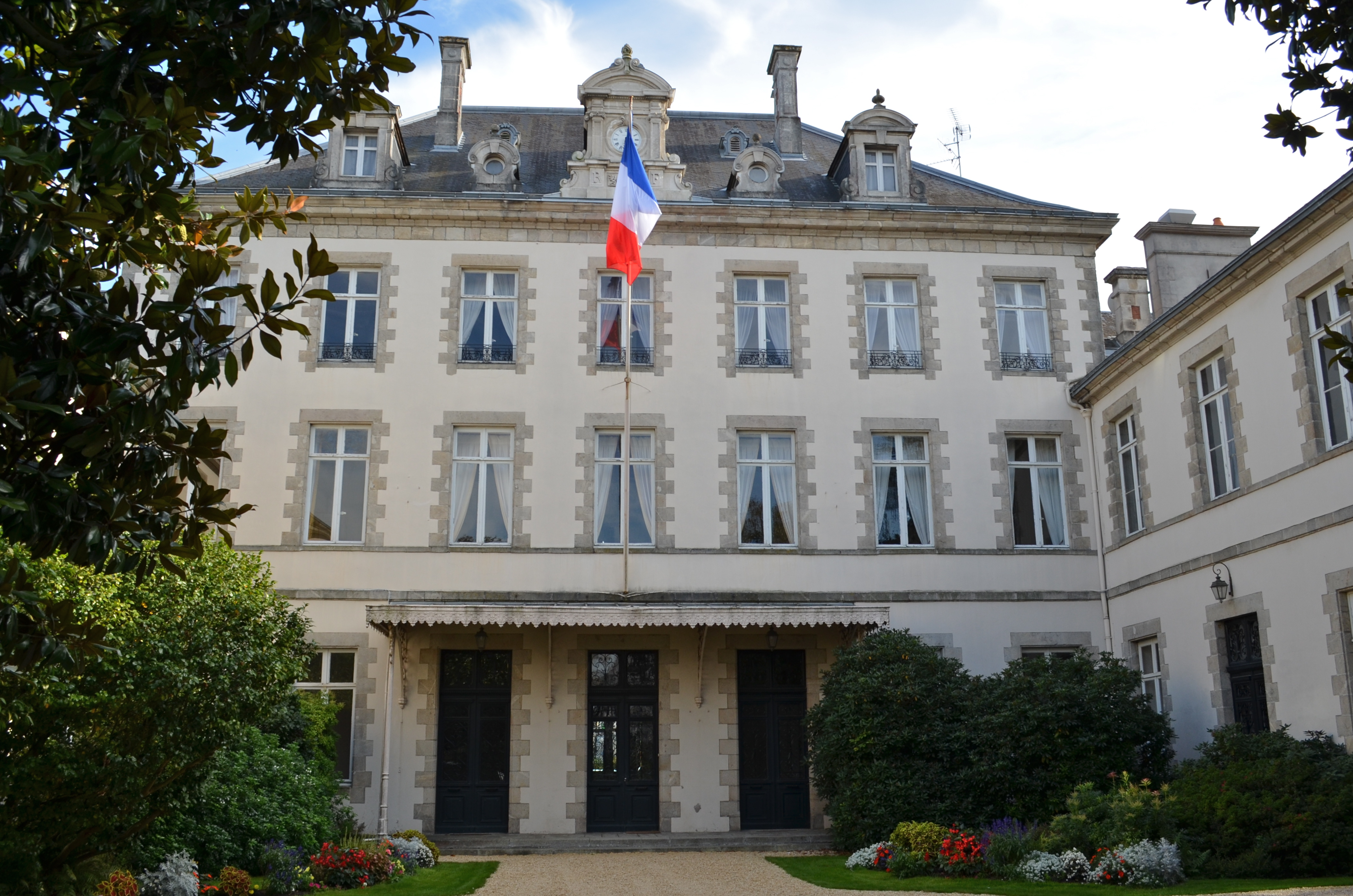
L’hôtel de préfecture de La Roche-sur-Yon en septembre 2011.

### Siège de la préfecture
À partir de germinal an VIII (avril 1800), le préfet de la Vendée siège à l’hôtel de préfecture de Fontenay-le-Peuple, où se situe l’ensemble de l’administration de l’État dans le département. Le premier site préfectoral de la Vendée est constitué entre la voie principale (actuelle rue de Gaoua), une petite rue (actuelle rue Cavoleau) et un chemin se rejoignant au sud de la place d’Armes (actuelle place François-Viète).
Par décret impérial du 5 prairial an XII (25 mai 1804), le chef-lieu du département est transféré de Fontenay à La Roche-sur-Yon, qui devient, par arrêté préfectoral du 10 fructidor an XII (28 août 1804) la commune de Napoléon. En outre, la loi du 14 juin 1810, qui supprime l’arrondissement de Montaigu, transforme officiellement Fontenay en sous-préfecture et Napoléon en préfecture.
Un nouvel hôtel de préfecture est construit à partir de 1806 à l’initiative de Napoléon Ier. Celui-ci, achevé en 1818, est occupé par le préfet à la fin des années 1810. Il se situe actuellement rue Delille, à La Roche-sur-Yon.

## Liste des préfets par période de nomination
La liste suivante présente les préfets nommés dans le département selon le régime politique.

### Consulat
| Identité                       | Décret de nomination | Premier consul     | Période                                                     | Précédent poste |
| ------------------------------ | -------------------- | ------------------ | ----------------------------------------------------------- | --------------- |
| Jean-Baptiste-Antoine Faucheux | 21 ventôse an VIII   | Napoléon Bonaparte | 19 germinal an VIII — 9 frimaire an IX (7 mois et 21 jours) | —               |
| Jean-François Merlet           | 9 frimaire an IX     | Napoléon Bonaparte | 25 nivôse an IX — 12 février 1809 (8 ans et 28 jours)       | —               |

### Premier Empire
| Identité                                    | Décret de nomination | Empereur     | Période                                                 | Précédent poste                                            |
| ------------------------------------------- | -------------------- | ------------ | ------------------------------------------------------- | ---------------------------------------------------------- |
| Baron Prosper Brugière de Barante           | 12 février 1809      | Napoléon Ier | 27 février 1809 — 12 mars 1813 (4 ans et 13 jours)      | Sous-préfet de Bressuire (1807-1809), dans les Deux-Sèvres |
| Anne-Léonard-Camille Basset de Chateaubourg | 12 mars 1813         | Napoléon Ier | 13 avril 1813 — 10 juin 1814 (1 an, 1 mois et 28 jours) | Sous-préfet de Corbeil (1808-1813), en Seine-et-Oise       |

### Première Restauration
| Identité                   | Ordonnance de nomination | Roi         | Période                                            | Précédent poste                        |
| -------------------------- | ------------------------ | ----------- | -------------------------------------------------- | -------------------------------------- |
| Nicolas Frémin de Beaumont | 10 juin 1814             | Louis XVIII | 14 juillet 1814 — 22 mars 1815 (8 mois et 8 jours) | Préfet des Bouches-du-Rhin (1810-1814) |

### Cent-Jours
| Identité                                                | Décret de nomination    | Empereur     | Période                                            | Précédent poste                                    |
| ------------------------------------------------------- | ----------------------- | ------------ | -------------------------------------------------- | -------------------------------------------------- |
| Jean-Pierre, baron Boullé                               | 22 mars et 6 avril 1815 | Napoléon Ier | 30 mars 1815 — 19 mai 1815 (1 mois et 19 jours)    | Préfet des Côtes-du-Nord (1800-1814)               |
| Paul-Félix, comte Ferri-Pisani, comte de Saint-Anastase | 19 mai 1815             | Napoléon Ier | 10 juin 1815 — 12 juillet 1815 (1 mois et 2 jours) | Conseiller d’État du royaume d’Espagne (1808-1813) |

### Seconde Restauration
| Identité                                                        | Ordonnance de nomination | Roi         | Période                                                         | Précédent poste                                         |
| --------------------------------------------------------------- | ------------------------ | ----------- | --------------------------------------------------------------- | ------------------------------------------------------- |
| Pierre-Joseph-Jacques de Maleville                              | 12 juillet 1815          | Louis XVIII | 23 juillet 1815 — 9 octobre 1815 (2 mois et 16 jours)           | —                                                       |
| Léonard-Félix de Roussy de Sales                                | 23 novembre 1815         | Louis XVIII | 29 novembre 1815 — 16 août 1816 (8 mois et 18 jours)            | Préfet des Ardennes (1814-1815)                         |
| Ferdinand-Marie-Louis, comte de Waters                          | 16 août 1816             | Louis XVIII | 6 septembre 1816 — 19 février 1817 (5 mois et 13 jours)         | Préfet de la Creuse (1815-1816)                         |
| Comte Urbain-François-Marie de Kerespertz                       | 19 février 1817          | Louis XVIII | 9 mars 1817 — 9 janvier 1819 (1 an et 10 mois)                  | Sous-préfet de Fougères (1814-1817), en Ille-et-Vilaine |
| Jean-Baptiste de Rogniat                                        | 9 janvier 1819           | Louis XVIII | 11 février 1819 — 19 juillet 1820 (1 an, 5 mois et 8 jours)     | Préfet des Ardennes (1815-1816)                         |
| François de Courpon                                             | 19 juillet 1820          | Louis XVIII | 7 août 1820 — 26 juin 1822 (1 an, 10 mois et 19 jours)          | Sous-préfet de Béziers (1817-1820), dans l’Hérault      |
| François-Boleslas-Casimir Duval de Chassenon, vicomte de Curzay | 26 juin 1822             | Louis XVIII | 4 septembre 1822 — 18 juillet 1827 (4 ans, 10 mois et 14 jours) | Préfet des Côtes-du-Nord (1822)                         |
| François-Boleslas-Casimir Duval de Chassenon, vicomte de Curzay | 22 septembre 1824        | Charles X   | 4 septembre 1822 — 18 juillet 1827 (4 ans, 10 mois et 14 jours) | Préfet des Côtes-du-Nord (1822)                         |
| Louis-Antoine-Ange-Élysée, vicomte de Suleau                    | 18 juillet 1827          | Charles X   | 6 août 1827 — 27 janvier 1828 (5 mois et 21 jours)              | Préfet de Vaucluse (1824-1827)                          |
| Marie-Joseph, marquis de Foresta                                | 27 janvier 1828          | Charles X   | 23 avril 1828 — 11 avril 1830 (1 an, 11 mois et 19 jours)       | Préfet de la Meurthe (1824-1828)                        |
| François-Marie-Gabriel, vicomte d’Audéric                       | 11 avril 1830            | Charles X   | 26 juin 1830 — 19 août 1830 (1 mois et 24 jours)                | Préfet des Basses-Alpes (1828-1830)                     |

### Monarchie de Juillet
| Identité                                               | Ordonnance de nomination | Roi                | Période                                                        | Précédent poste                     |
| ------------------------------------------------------ | ------------------------ | ------------------ | -------------------------------------------------------------- | ----------------------------------- |
| Comte Emmanuel-Armand-Jean-Bénédicte de Sainte-Hermine | 19 août 1830             | Louis-Philippe Ier | 10 septembre 1830 — 12 octobre 1832 (2 ans, 1 mois et 2 jours) | —                                   |
| Christophe-Alexis-Adrien de Jussieu                    | 12 octobre 1832          | Louis-Philippe Ier | 20 octobre 1832 — 30 mars 1833 (5 mois et 10 jours)            | Préfet de la Mayenne (1822)         |
| Jacques-Christian Paulze d’Ivoy                        | 30 mars 1833             | Louis-Philippe Ier | 1er mai 1833 — 1er août 1841 (8 ans et 3 mois)                 | Préfet du Rhône (1830-1833)         |
| Jean-Raymond-Prosper Gauja                             | 1er août 1841            | Louis-Philippe Ier | 19 août 1841 — 30 mars 1848 (6 ans, 7 mois et 11 jours)        | Préfet du Pas-de-Calais (1840-1841) |

### Gouvernement provisoire
| Identité               | Décret de nomination | Chef d’État            | Période                                            | Précédent poste |
| ---------------------- | -------------------- | ---------------------- | -------------------------------------------------- | --------------- |
| François-Joseph Grille | 30 mars 1848         | Jacques-Charles Dupont | 31 mars 1848 — 10 juillet 1848 (3 mois et 9 jours) | —               |

### Deuxième République
| Identité                             | Décret de nomination | Chef d’État              | Période                                                          | Précédent poste                                         |
| ------------------------------------ | -------------------- | ------------------------ | ---------------------------------------------------------------- | ------------------------------------------------------- |
| Jean-Raymond-Prosper Gauja           | 10 juillet 1848      | Louis-Eugène Cavaignac   | 26 juillet 1848 — 31 octobre 1848 (3 mois et 5 jours)            | Préfet de la Vendée (1841-1848)                         |
| Jean-Marie-Gustave Cazavan           | 31 octobre 1848      | Louis-Eugène Cavaignac   | 20 novembre 1848 — 31 décembre 1848 (1 mois et 11 jours)         | Préfet de la Haute-Garonne (1848)                       |
| Casimir-Jean-Baptiste Bonnin         | 31 décembre 1848     | Louis-Napoléon Bonaparte | 4 janvier 1849 — 16 septembre 1851 (2 ans, 8 mois et 12 jours)   | Sous-préfet de Fontenay-le-Comte (1848), dans la Vendée |
| Alphonse-Charles Boby de La Chapelle | 16 septembre 1851    | Louis-Napoléon Bonaparte | 29 septembre 1851 — 22 janvier 1862 (10 ans, 3 mois et 24 jours) | Sous-préfet de Saumur (1848-1851), en Maine-et-Loire    |

### Second Empire
| Identité                                  | Décret de nomination | Empereur     | Période                                                          | Précédent poste                                                    |
| ----------------------------------------- | -------------------- | ------------ | ---------------------------------------------------------------- | ------------------------------------------------------------------ |
| Honoré-Hippolyte Girard de Villesaison    | 22 janvier 1862      | Napoléon III | 28 février 1862 — 16 octobre 1865 (3 ans, 7 mois et 18 jours)    | Préfet de la Haute-Marne (1856-1862)                               |
| Jean-Jacques Poussou, marquis de Fonbrune | 16 octobre 1865      | Napoléon III | 1er novembre 1865 — 23 octobre 1869 (3 ans, 11 mois et 22 jours) | Sous-préfet de Lunéville (1859-1865), dans la Meurthe              |
| Antoine-François Pugliesli-Conti          | 23 octobre 1869      | Napoléon III | 7 novembre 1869 — 10 septembre 1870 (10 mois et 3 jours)         | Sous-préfet de Boulogne-sur-Mer (1866-1869), dans le Pas-de-Calais |

### Gouvernement de la Défense nationale
| Identité       | Décret de nomination | Chef d’État        | Période                                               | Précédent poste |
| -------------- | -------------------- | ------------------ | ----------------------------------------------------- | --------------- |
| Georges Coulon | 10 septembre 1870    | Louis-Jules Trochu | 12 septembre 1870 — 26 mars 1871 (6 mois et 14 jours) | —               |

### Troisième République
| Identité                               | Décret de nomination | Président            | Période                                                         | Précédent poste                                                   |
| -------------------------------------- | -------------------- | -------------------- | --------------------------------------------------------------- | ----------------------------------------------------------------- |
| Jean-Raymond-Prosper Gauja             | 26 mars 1871         | Adolphe Thiers       | 29 mars 1871 — 16 octobre 1873 (2 ans, 6 mois et 17 jours)      | Préfet de la Loire-Inférieure (1848-1852)                         |
| Paul Duphénieux                        | 16 octobre 1873      | Patrice de Mac Mahon | 24 octobre 1873 — 5 janvier 1877 (3 ans, 2 mois et 12 jours)    | Préfet du Jura (1876)                                             |
| Raymond Saisset-Schneider              | 5 janvier 1877       | Patrice de Mac Mahon | 15 janvier 1877 — 21 mai 1877 (4 mois et 6 jours)               | Sous-préfet de Rambouillet (1874), en Seine-et-Oise               |
| Arthur-Henri Faret, marquis de Fournès | 21 mai 1877          | Patrice de Mac Mahon | 25 mai 1877 — 20 décembre 1877 (6 mois et 25 jours)             | Préfet de la Savoie (1873-1876)                                   |
| Albert-Victor, baron Girardin          | 20 décembre 1877     | Patrice de Mac Mahon | 20 décembre 1877 — 14 janvier 1882 (4 ans et 25 jours)          | Sous-préfet de Thiers (1877), dans le Puy-de-Dôme                 |
| Auguste Calvet                         | 14 janvier 1882      | Jules Grévy          | 25 janvier 1882 — 25 avril 1885 (3 ans et 3 mois)               | Sous-inspecteur des Forêts à l’administration des Eaux et Forêts  |
| Gabriel Bouffet                        | 25 avril 1885        | Jules Grévy          | 1er mai 1885 — 2 février 1887 (1 an, 9 mois et 1 jour)          | Secrétaire général de la préfecture du Nord (1879-1885)           |
| Edmond Robert                          | 2 février 1887       | Jules Grévy          | 23 février 1887 — 12 février 1890 (2 ans, 11 mois et 20 jours)  | Préfet de l’Ardèche (1879-1881)                                   |
| Georges Louvel                         | 12 février 1890      | Sadi Carnot          | 1er mars 1890 — 31 décembre 1892 (2 ans, 9 mois et 30 jours)    | Sous-préfet de Brest (1888-1890), dans le Finistère               |
| Louis Liégey                           | 31 décembre 1892     | Sadi Carnot          | 4 janvier 1893 — 8 février 1895 (2 ans, 1 mois et 4 jours)      | Sous-préfet de Rochefort (1889-1893), dans la Charente-Inférieure |
| André de Joly                          | 8 février 1895       | Félix Faure          | 1er mars 1895 — 26 septembre 1899 (4 ans, 6 mois et 25 jours)   | Préfet de la Creuse (1893-1895)                                   |
| Eugène Plantié                         | 26 septembre 1899    | Émile Loubet         | 1er octobre 1899 — 9 septembre 1902 (2 ans, 11 mois et 8 jours) | Sous-préfet d’Abbeville (1896-1899), dans la Somme                |
| Jules d’Auriac                         | 9 septembre 1902     | Émile Loubet         | 1er octobre 1902 — 1er décembre 1905 (3 ans et 2 mois)          | Préfet de la Creuse (1900-1902)                                   |
| Jean Branet                            | 1er décembre 1905    | Émile Loubet         | 14 décembre 1905 — 24 juillet 1907 (1 an, 7 mois et 10 jours)   | Secrétaire général de la préfecture de la Gironde (1900-1905)     |
| Charles Dupré                          | 24 juillet 1907      | Armand Fallières     | 6 août 1907 — 24 septembre 1908 (1 an, 1 mois et 18 jours)      | Sous-préfet de Narbonne (1902-1905), dans l’Aude                  |
| Raymond Le Bourdon                     | 24 septembre 1908    | Armand Fallières     | 1er octobre 1908 — 3 octobre 1910 (2 ans et 2 jours)            | Sous-préfet d’Autun (1904-1908), en Saône-et-Loire                |
| Pierre Blanc                           | 3 octobre 1910       | Armand Fallières     | 1er novembre 1910 — 3 mai 1913 (2 ans, 6 mois et 2 jours)       | Préfet de la Haute-Loire (1907-1910)                              |
| Fernand Tardif                         | 3 mai 1913           | Raymond Poincaré     | 16 mai 1913 — 12 juin 1920 (7 ans et 27 jours)                  | Sous-préfet de Vienne (1907-1910), dans l’Isère                   |
| Alfred Baffrey                         | 12 juin 1920         | Paul Deschanel       | 1er juillet 1920 — 28 mai 1926 (5 ans, 10 mois et 27 jours)     | Sous-préfet de Rochefort (1919-1920), dans la Charente-Inférieure |
| André Jozon                            | 28 mai 1926          | Gaston Doumergue     | 19 juin 1926 — 31 mai 1930 (3 ans, 11 mois et 12 jours)         | Préfet du Territoire-de-Belfort (1925-1926)                       |
| Paul Chiraux                           | 31 mai 1930          | Gaston Doumergue     | 2 juillet 1930 — 19 mai 1934 (3 ans, 10 mois et 17 jours)       | Sous-préfet de Reims (1926-1930), dans la Marne                   |
| Raoul-Stéphane Moreau                  | 19 mai 1934          | Albert Lebrun        | 1er juillet 1934 — 3 janvier 1940 (5 ans, 6 mois et 2 jours)    | Préfet de l’Ariège (1933-1934)                                    |
| Raoul Catusse                          | 3 janvier 1940       | Albert Lebrun        | 8 février 1940 — 17 septembre 1940 (7 mois et 9 jours)          | Préfet de la Loire-Inférieure (1936)                              |

### État français
| Identité      | Décret de nomination | Chef d’État     | Période                                                           | Précédent poste |
| ------------- | -------------------- | --------------- | ----------------------------------------------------------------- | --------------- |
| Gaston Jammet | 17 septembre 1940    | Philippe Pétain | 25 septembre 1940 — 7 septembre 1944 (3 ans, 11 mois et 13 jours) | —               |

### Gouvernement provisoire de la République française
| Identité       | Décret de nomination | Chef d’État       | Période                                                   | Précédent poste                                                                          |
| -------------- | -------------------- | ----------------- | --------------------------------------------------------- | ---------------------------------------------------------------------------------------- |
| Léon Martin    | 7 septembre 1944     | Charles de Gaulle | 17 septembre 1944 — 13 juillet 1945 (9 mois et 26 jours)  | Secrétaire particulier du président du Conseil pendant le cabinet Clemenceau (1917-1920) |
| Raymond Vivant | 13 juillet 1945      | Charles de Gaulle | 16 juillet 1945 — 2 mars 1949 (3 ans, 7 mois et 14 jours) | Sous-préfet d’Abbeville (1943-1944), dans la Somme                                       |

### Quatrième République
| Identité             | Décret de nomination | Président      | Période                                                      | Précédent poste                                             |
| -------------------- | -------------------- | -------------- | ------------------------------------------------------------ | ----------------------------------------------------------- |
| Christian Lobut      | 2 mars 1949          | Vincent Auriol | 1er avril 1949 — 28 août 1951 (2 ans, 4 mois et 27 jours)    | —                                                           |
| Georges Cathal       | 28 août 1951         | Vincent Auriol | 15 septembre 1951 — 26 mars 1954 (2 ans, 6 mois et 11 jours) | Secrétaire général de la préfecture du Bas-Rhin (1944-1946) |
| Jean Perreau-Pradier | 26 mars 1954         | Vincent Auriol | 26 avril 1954 — 23 juillet 1956 (2 ans, 2 mois et 27 jours)  | Préfet de la Drôme (1949-1954)                              |
| Jean Wolff           | 23 juillet 1956      | René Coty      | 11 août 1956 — 18 mai 1960 (3 ans, 9 mois et 7 jours)        | Préfet des Deux-Sèvres (1951-1956)                          |

### Cinquième République
| Identité              | Décret de nomination | Président                | Période                                                            | Précédent poste |
| --------------------- | -------------------- | ------------------------ | ------------------------------------------------------------------ | --- |
| Jean Canet            | 18 mai 1960          | Charles de Gaulle        | 1er juillet 1960 — 28 janvier 1963 (2 ans, 6 mois et 27 jours)     | Préfet des Vosges (1957-1959)                                                                                                 |
| Joseph Lenoir         | 28 janvier 1963      | Charles de Gaulle        | 4 mars 1963 — 2 mai 1966 (3 ans, 1 mois et 28 jours)               | Sous-préfet de Toulon (1962-1963), dans le du Var                                                                             |
| Jean Reiller          | 2 mai 1966           | Charles de Gaulle        | 16 juin 1966 — 11 décembre 1970 (4 ans, 5 mois et 25 jours)        | Secrétaire général de la préfecture de la Gironde (1960-1966)                                                                 |
| Roland Faugère        | 11 décembre 1970     | Georges Pompidou         | 4 janvier 1971 — 10 août 1972 (1 an, 7 mois et 6 jours)            | Sous-préfet de Toulon (1967-1970), dans le du Var                                                                             |
| Roger Ninin           | 10 août 1972         | Georges Pompidou         | 21 août 1972 — 21 avril 1975 (2 ans et 8 mois)                     | Préfet, directeur du cabinet du préfet de la région parisienne (1968-1972)                                                    |
| Jean-Baptiste Prot    | 21 avril 1975        | Valéry Giscard d’Estaing | 9 mai 1975 — 26 décembre 1977 (2 ans, 7 mois et 17 jours)          | Préfet de l’Aveyron (1974-1975)                                                                                               |
| Michel Gillard        | 9 janvier 1978       | Valéry Giscard d’Estaing | 20 janvier 1978 — 16 juillet 1981 (3 ans, 5 mois et 26 jours)      | Sous-préfet de Montmorency (1974-1978), dans le Val-d’Oise                                                                    |
| Dominique Le Vert     | 16 juillet 1981      | François Mitterrand      | 15 août 1981 — 7 juillet 1983 (1 an, 10 mois et 22 jours)          | Préfet de l’Indre (1979-1981)                                                                                                 |
| Raymond Jaffrezou     | 7 juillet 1983       | François Mitterrand      | 1er août 1983 — 25 avril 1986 (2 ans, 8 mois et 24 jours)          | Préfet puis commissaire de la République de la Dordogne (1980-1983)                                                           |
| Christian Tracou      | 25 avril 1986        | François Mitterrand      | 15 mai 1986 — 30 août 1989 (3 ans, 3 mois et 15 jours)             | Commissaire de la République des Deux-Sèvres (1982-1986)                                                                      |
| Jacques Roynette      | 30 août 1989         | François Mitterrand      | 11 septembre 1989 — 7 août 1991 (1 an, 10 mois et 27 jours)        | Commissaire de la République puis préfet des Côtes-du-Nord (1986-1989)                                                        |
| Bernard Raffray       | 23 septembre 1991    | François Mitterrand      | 7 octobre 1991 — 23 avril 1992 (6 mois et 16 jours)                | Directeur des services administratifs et financiers du premier ministre (1985-1991)                                           |
| Jean-Yves Audouin     | 23 avril 1992        | François Mitterrand      | 11 mai 1992 — 31 décembre 1993 (1 an, 7 mois et 20 jours)          | Préfet du Lot (1989-1992) |
| Philippe Callède      | 31 décembre 1993     | François Mitterrand      | 17 janvier 1994 — 27 janvier 1996 (2 ans et 10 jours)              | Préfet des Ardennes (1990-1994)                                                                                               |
| Pierre Mirabaud       | 27 janvier 1996      | Jacques Chirac           | 19 février 1996 — 13 mai 1998 (2 ans, 2 mois et 24 jours)          | Préfet de la Corèze (1993-1996)                                                                                               |
| Paul Masseron         | 13 mai 1998          | Jacques Chirac           | 8 juin 1998 — 31 juillet 2001 (3 ans, 1 mois et 23 jours)          | Préfet de l’Allier (1993-1998)                                                                                                |
| Jean-Paul Faugère     | 31 juillet 2001      | Jacques Chirac           | 3 septembre 2001 — 25 juin 2002 (9 mois et 22 jours)               | Préfet de Loir-et-Cher (1997-2001)                                                                                            |
| Jean-Claude Vacher    | 25 juin 2002         | Jacques Chirac           | 14 juillet 2002 — 16 décembre 2004 (2 ans, 5 mois et 2 jours)      | Préfet des Ardennes (2000-2002)                                                                                               |
| Christian Decharrière | 16 décembre 2004     | Jacques Chirac           | 10 janvier 2005 — 5 juillet 2007 (2 ans, 5 mois et 25 jours)       | Préfet de la Drôme (2002-2004)                                                                                                |
| Thierry Lataste       | 5 juillet 2007       | Nicolas Sarkozy          | 24 juillet 2007 — 20 janvier 2010 (2 ans, 5 mois et 27 jours)      | Préfet des Pyrénées-Orientales (2004-2007)                                                                                    |
| Jean-Jacques Brot     | 21 janvier 2010      | Nicolas Sarkozy          | 15 février 2010 — 8 décembre 2011 (1 an, 9 mois et 23 jours)       | Préfet d’Eure-et-Loir (2007-2010)                                                                                             |
| Bernard Schmeltz      | 8 décembre 2011      | Nicolas Sarkozy          | 3 janvier 2012 — 23 juillet 2013 (1 an, 6 mois et 20 jours)        | Préfet de Lot-et-Garonne (2010-2011)                                                                                          |
| Jean-Benoît Albertini | 23 juillet 2013      | François Hollande        | 26 août 2013 — 24 mai 2017 (3 ans, 8 mois et 28 jours)             | Secrétaire général adjoint, directeur de la Modernisation et de l’Action territoriale au ministère de l’Intérieur (2010-2013) |
| Benoît Brocart        | 12 juillet 2017      | Emmanuel Macron          | 31 juillet 2017 — 3 novembre 2021 (4 ans, 3 mois et 3 jours)       | Directeur de l’immigration à la direction générale des Étrangers en France (2014-2017)                                        |
| Gérard Gavory         | 3 novembre 2021      | Emmanuel Macron          | En fonction depuis le 22 novembre 2021 (3 ans, 3 mois et 20 jours) | Préfet de la Manche (2019-2021)                                                                                               |

## Identité visuelle

Logotype (jusqu’en 2020).
Logotype (depuis 2020).